# 輪福寺
輪福寺（りんぷくじ）は、東京都葛飾区にある真言宗豊山派の寺院。

## 歴史
1625年（寛永2年）、法印日静によって開山された。明治維新時の廃仏毀釈で一時無住（住職不在）となったため、記録が散逸してしまい、詳細な由緒は不明となっている。
門前にある地蔵堂は、煉瓦造の小堂となっており、珍しい事例である。

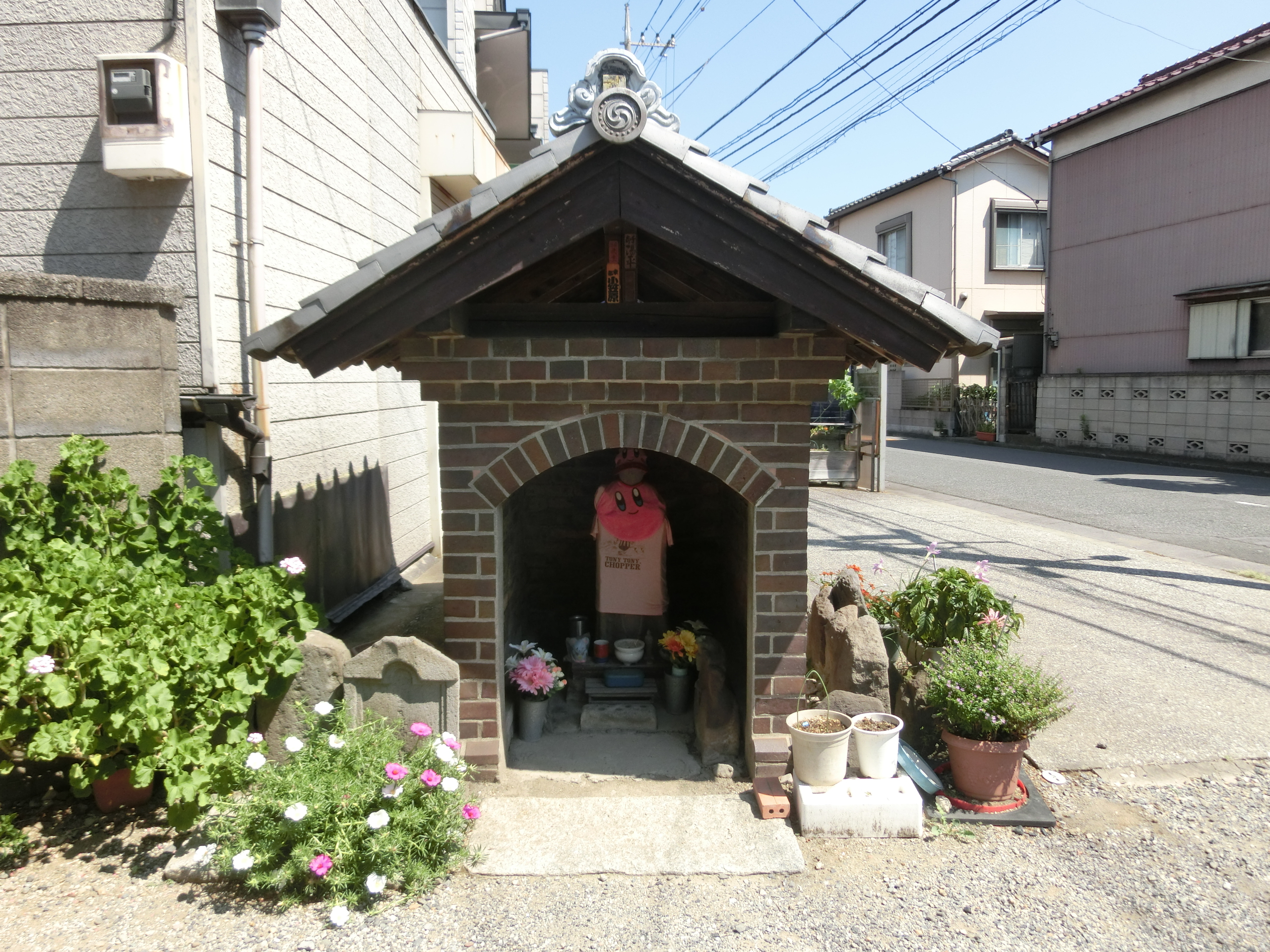
煉瓦造の地蔵堂

## 交通アクセス
- 京成小岩駅より徒歩10分（経路案内）。